# Reinhard Marx
Reinhard Marx, född 21 september 1953 i Geseke, Nordrhein-Westfalen, är romersk-katolsk ärkebiskop av München och Freising. Den 20 november 2010 upphöjdes Marx till kardinal.
Han utnämndes till ärkebiskop den 30 november 2007 av påve Benedikt XVI, som själv har innehaft posten tidigare. Den närmaste företrädaren var kardinal Friedrich Wetter. Reinhard Marx hade till dess varit biskop av Triers katolska stift. 
Hans biskopliga valspråk är Ubi Spiritus Domini ibi libertas. Det kommer från Andra Korinthierbrevet 3:17: "Herren, det är Anden, och där Herrens Ande är, där är frihet".
I maj 2021 lämnade Marx in sin avskedsansökan som ärkebiskop till följd av "kyrkans institutionella och systematiska misslyckande med att behandla skandaler gällande sexuellt utnyttjande av barn". Påve Franciskus accepterade inte Marx avskedsansökan.